# 周维惠
周维惠，元朝政治人物。

## 生平
元大德年间（1297年-1307年），周维惠曾接替揑只任松江府知府一职，後由石从愿接任，具體任免時間不詳。